# Kepler-7
Kepler-7 is een ster in het sterrenbeeld Lier (Lyra). De ster is van het type G en heeft één bevestigde exoplaneet. De ster is groter dan de Zon en ligt op een afstand van 3090 lichtjaar. 

## Planetenstelsel
Het planetenstelsel van de ster werd ontdekt door de Kepler-ruimtetelescoop van NASA en bevestigd in 2010. Toen werd de exoplaneet bevestigd door middel van transitiefotometrie. Kepler-7b hoort samen met Kepler-4b, Kepler-5b, Kepler-6b en Kepler-8b tot de eerste vijf exoplaneten die door de Kepler-ruimtetelescoop gevonden werden.
| Planeet | Massa    | Halve lange as (AE) | Omlooptijd (dagen) | Excentriciteit | Straal   |
| ------- | -------- | ------------------- | ------------------ | -------------- | -------- |
| b       | 0,433 MJ | 0,062               | 4,89               | 0              | 1,478 RJ |

## Afbeeldingen

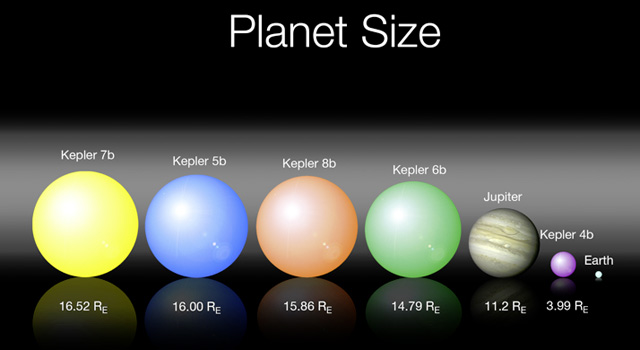
Keper-7b vergeleken met andere planeten